# Hospital de Sabadell
L'Hospital de Sabadell, també conegut com a Hospital Taulí o Hospital Parc Taulí, és el principal hospital de la ciutat de Sabadell. Es troba al parc del Taulí, a la part nord-est de la plana coneguda com el Taulí. Organitzativament, és gestionat pel Consorci Corporació Sanitària Parc Taulí, un organisme actualment participat per la Generalitat de Catalunya, l'Ajuntament de Sabadell i la Universitat Autònoma de Barcelona, creat el desembre de 1986.

## Antecedents

### Hospital de la Mare de Déu de la Salut
Sabadell disposa d'hospital des del segle xiii, quan Pere Samuntada va fundar l'anomenat Hospital de la Mare de Déu de la Salut, o Hospital de Beneficència, el 1283 al centre de Sabadell, en una casa de la seva propietat. Inicialment era de caràcter asilar. Estava situat a la cantonada que hi ha entre el carrer Alt del Pedregar i la travessia de l'Església, ocupant una part del que actualment es coneix com a plaça del Doctor Robert. El centre acollia pacients amb malalties cròniques, compartint espai amb la Casa de la Caritat local. Durant el segle xvi i XVII es va anar quedant petit i, finalment, el 1698 el mossèn Pere Joan Llobert va donar una casa al carrer del Pedregar, on es va traslladar l'hospital. El 1725 l'Ajuntament de Sabadell va comprar una finca annexa a l'hospital per ubicar-hi una caserna. L'exèrcit va necessitar més espai i va acabar ocupant la finca de l'hospital, que no obriria les portes fins al 1751, quan es traslladà a una altra finca del carrer Alt del Pedregar (actual carrer de Sant Joan). El 1816 es van realitzar obres d'adequació dels espais.

### Casa de la Caritat de Sabadell
Durant el segle xix la població es va multiplicar amb l'arribada de la indústria tèxtil i l'hospital es va quedar petit de nou. La població va forçar que el 1854 l'Ajuntament habilités com a Casa de la Caritat l'antic convent dels caputxins de Sabadell, ubicat a l'actual plaça dels Avis i les Àvies [sic], que havia sigut abandonat el 1835, durant les desamortitzacions de Mendizábal.
L'Ajuntament va demanar a l'Orde de les Carmelites que es fessin càrrec de l'edifici i de la gestió de l'hospital, i que hi afegissin una escola gratuïta. Es va inaugurar ja com a Casa de la Beneficència el 25 de març de 1854, amb quatre germanes terciàries provinents de les Carmelites de Vic. L'edifici seria enderrocat el 1969 per bastir-hi la plaça Marcet, que hi ha actualment.

### El Taulí
El 1898, la Junta de l'Hospital i Casa de Beneficència, davant la necessitat de més espai per a aïllar els malalts contagiosos i per a atendre operacions quirúrgiques va acordar la construcció d'un nou hospital. L'acord va començar a prendre forma quan el 1901 Josep Cirera i Sampere va donar dues quarteres de terra al paratge que anomenaven el Taulí i la Junta hi va comprar algunes parcel·les més per al pavelló d'infecciosos. L'obra va ser encarregada a l'arquitecte Enric Fatjó i les despeses de construcció van ser sufragades amb la venda de l'herència deixada pel canonge Joncar a l'hospital sabadellenc.
El 1902 s'enllestí el cos central de l'hospital del Taulí i l'abril de l'any següent s'acabaren les obres dels dos pavellons restants, que els sabadellencs des de primers de segle havien conegut com "Els Eucaliptus", tot i que oficialment s'anomenava "Clínica de Nostra Senyora de la Salut". Seria l'origen de l'actual equipament.

## Història

### Creació del consorci
El Mapa Sanitari de Catalunya dels anys 80 preveia la creació d'un complex assistencial a l'anomenat Parc Taulí de Sabadell, amb l'objectiu de reordenar i integrar de manera òptima el conjunt d'organitzacions existents format per la Clínica Creu, la Clínica Santa Fe, la Clínica Infantil Nen Jesús, l'Hospital Mare de Déu de la Salut, VII Centenari, i l'Hospital Clínic de Sabadell, mitjançant un acord amb l'Institut Català de la Salut. La constitució d'aquest complex assistencial cercava una millora en la prestació de l'assistència sanitària, així com una racionalització dels recursos esmerçats. Finalment, el consorci es va crear formalment el 31 de desembre de 1986, quan la Generalitat de Catalunya, l'Ajuntament de Sabadell, la Fundació Hospital i Casa de Beneficència de Sabadell, la Mútua Sabadellenca, la Universitat Autònoma de Barcelona i la Caixa d'Estalvis de Sabadell, van acordar la constitució d'un Consorci integrat per les sis institucions. El Consorci va néixer com a Consorci de Gestió dels patrimonis cedits en ús per les entitats, on progressivament es va realitzar un procés de fusió de centres públics i privats de característiques i cultures molt diferents.

### Ampliacions
El 1992 es va inaugurar la Unitat de Diagnòstic per la Imatge d'Alta Tecnologia, UDIAT i un any després es va crear la Fundació Parc Taulí per impulsar la formació dels professionals i projectes de recerca. Entre 1996 i 1997 es va realitzar un projecte d'ampliació, es van construir 6.000 m2 nous i es van rehabilitar 15.000 m més. El mateix any l'Hospital va començar a convocar anualment el Premi de Poesia Parc Taulí.
El 2009 el llavors president José Montilla va inaugurar l'ampliació de l'hospital, una construcció de més de 15.000 metres quadrats, que suposa l'ampliació i millora més important que s'ha efectuat mai en la història d'aquest Centre.

### Darrers anys

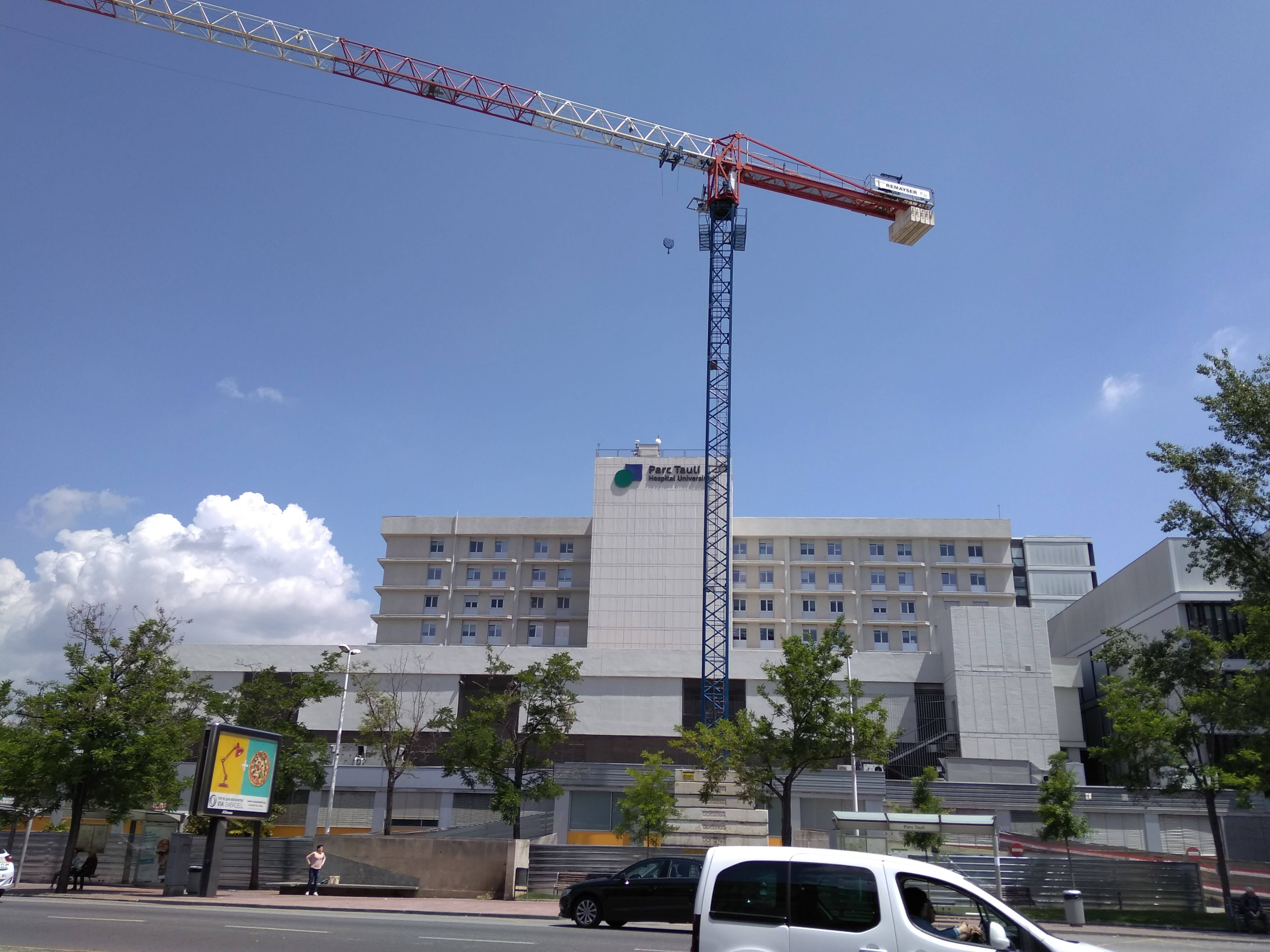
Inici obres ampliació d'urgències

Tant el personal com la capacitat de l'hospital van ser afectats de manera significativa per la crisi econòmica que va començar el 2008. Les retallades del govern i el consorci propietari de l'hospital van suscitar protestes que van culminar en una acampada dels treballadors al centre de Sabadell el 2012.
El 2012, metges de l'Hospital de Sabadell van desenvolupar un nou mètode per tractar el pit excavat, una deformació congènita de la paret anterior del pit. A finals de 2013, el centre mèdic va rebre una beca de la Fundació La Marató de TV3 per investigar el càncer gàstric i el colorectal.
El maig del 2018 es va anunciar que s'iniciava un nou projecte arquitectònic per ampliar la zona d'urgències mèdiques, amb un pressupost de 4,3 milions d'euros. Es preveu que en 15 mesos el servei disposi de 72 nous llits. Es tracta de l'obra més gran que es fa al centre hospitalari des de l'any 1996, que ampliarà la superfície total d'urgències a 2.114 metres quadrats.